# Famille de Bernard (Dauphiné)
Pour les articles homonymes, voir Famille Bernard.
La famille de Bernard, anciennement Bernardi, est une famille noble subsistante originaire du dauphiné, dont les rameaux se sont successivement répandus en Provence, au Comtat et en Bugey,.

## Personnalités
- Raimond de Bernard, docteur es droit, anobli par lettres-patentes du 18 novembre 1391, par Marie, reine de Jérusalem et de Sicile. Garde de sceaux de la reine Marie, qualifié de magnifique seigneur et chevalier dans d'autres lettres patentes datées du 1er mars 1400.
- Robert de Bernard, capitaine de cinq cents hommes de pied, châtelain de Terre-neuve,
- Joseph de Bernard, seigneur de Lauzière, chevalier de Saint-Louis, tué à la bataille de Parme le 19 juin 1734,
- Édouard-Joseph Bernardi de Valernes, conseiller au Parlement de Provence en 1782.
- Joseph Elzéar Dominique Bernardi, député du Vaucluse en 1797,
- Amédée de Bernardi, député du Vaucluse en 1843.

## Titres
Les Bernard portent les titres suivants[réf. nécessaire] : 
- Vicomtes de Valernes.
- Seigneurs de Feissal, Lauzière, Saint-Pons, Bellaffaire.

## Armes
| Image | Armoiries |
| ----- | --- |
|       | Branche de Lauzière, de Feissal et du Moulin. De gueules au lion d'or couronné du même, à la bande d'azur chargée d'un croissant d'argent accosté de deux étoiles d'or brochants sur le tout. - Devise : Fortitudo et mansuetudo. |
|       | Branche de Bellafaire et de Saint-Barthélemy. De gueules à la bande d'argent, chargée de trois mouchetures d'hermines, au chef d'or, chargé de trois toses de gueules.                                                            |
|       | Bernardi D'azur au cor d'argent, enguiché de gueules et lié d'or, au chef de gueules soutenu d'argent chargé de trois pommes de grenades d'or[réf. nécessaire] - Titre : vicomte de Valernes.                                     |

## Alliances
Les principales alliances de la famille sont :
- Dauphiné : Mutonis, de Bonne, de Laidet de Sigoyer, de Gauthier, de Guibert, Olphi dit Galhard, d'Agoult, d'Armand de Châteauvieux, du Suau de La Croix, de Cazeneuve.
- Autre : d'Adhémar, de Simiane, de La Vilette, de l'Estoup, de Cordier, Feuillot de Varange, de Lestre, de Castellane, de Rippert d'Alauzier, de Pontevès.